# Nina Persson

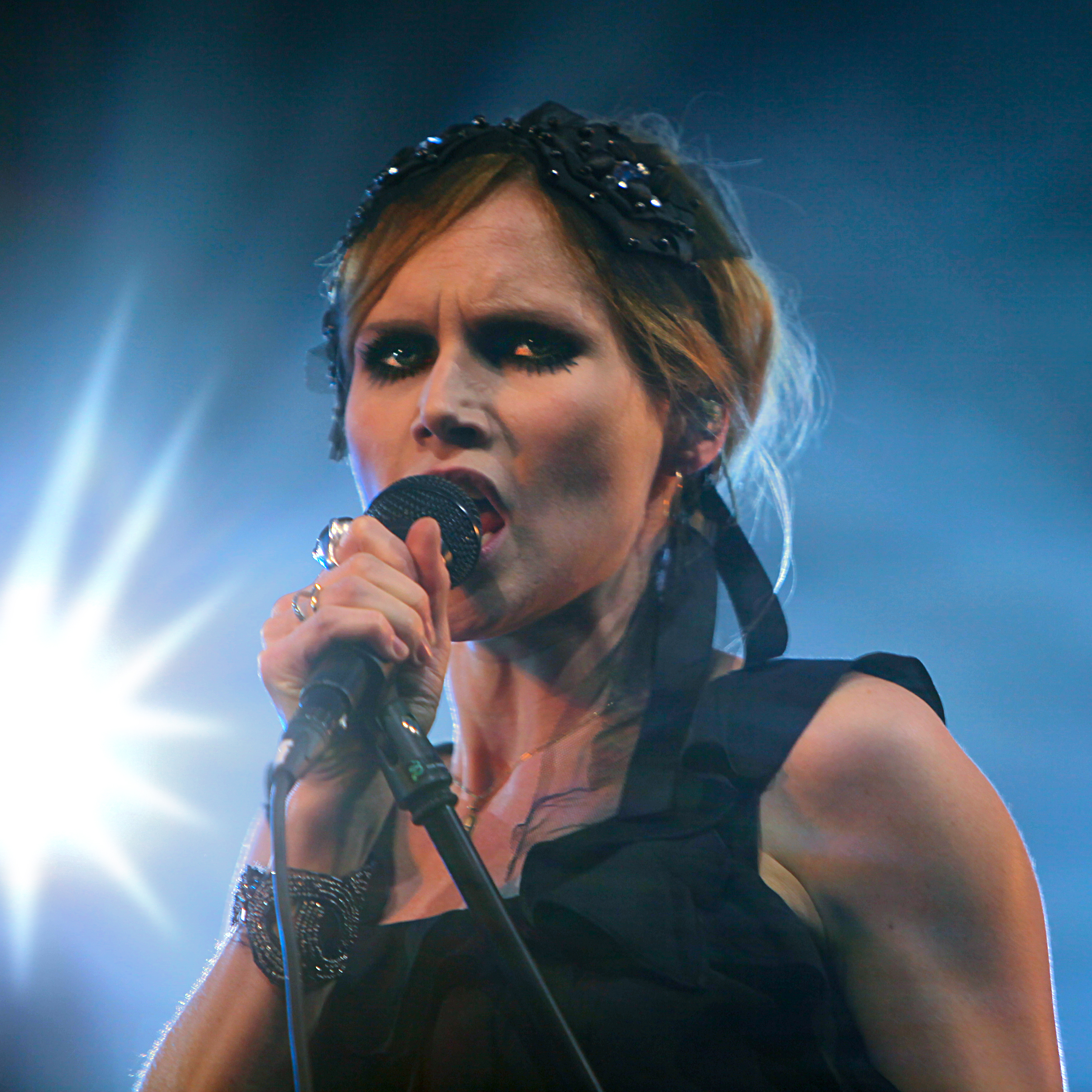
Nina Persson under en spelning med A Camp på Stockholm Pride-festivalen, juli 2009.

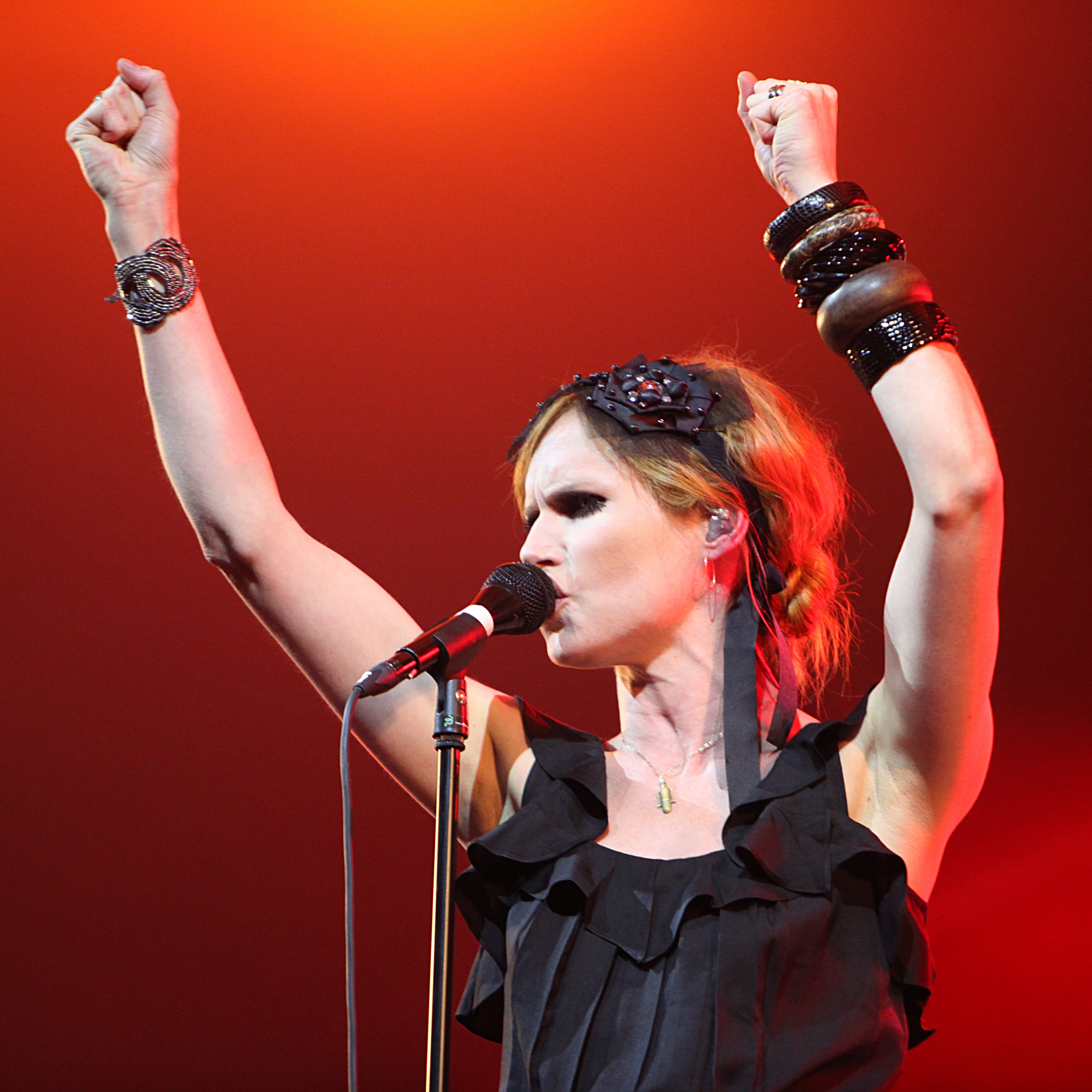
Nina Persson på Stockholm Pride 2009.

Nina Elisabet Persson (fil), född 6 september 1974 i Örebro, är en svensk sångerska, musiker, låtskrivare och skådespelare, främst känd som medlem i rockgruppen The Cardigans.

## Biografi
Persson är uppvuxen i Bankeryd i Småland. Utöver rockbandet The Cardigans startade Persson sidoprojektet A Camp, i samarbete med Nathan Larson och Niclas Frisk. 2001 släppte gruppen sitt första album A Camp. 
Persson sjöng 1998 med Freddie Wadling och Fläskkvartetten i låten Som Glas som fanns med på albumet Jag ger vad som helst för lite solsken. Persson sjöng också i låten Flyg Min Väg som fanns på Wadlings soloalbum Jag är monstret som släpptes 2005.  Hon medverkade även som gästsångerska på Manic Street Preachers album Send Away the Tigers (2007), på låten "Your Love Alone Is Not Enough", samt på Jill Johnsons coveralbum Music Row samma år på låten "Why'd You Come in Here Looking Like That".
Persson hade också en av huvudrollerna i filmen Om Gud vill från 2006, regisserad av Amir Chamdin, som hade den andra huvudrollen i filmen. Chamdin har regisserat många av The Cardigans videor, och är också vän med Persson. Hon medverkar även i dokumentärfilmen Jag är min egen Dolly Parton.
Den 29 januari 2014 gav Persson ut sitt första soloalbum i eget namn, Animal Heart. Från albumet gick låten "Animal Heart" in på Svensktoppen 26 januari och "Dreaming of Houses" in på samma topplista 23 mars.
Hon är gift med musikern Nathan Larson sedan 2001 och tillsammans har de en son. Paret har länge varit bosatt i såväl Malmö som New York. Efter att hon varit sjuk i livmoderhalscancer och makarna 2012 fått barn flyttade de sin fasta hemort från New York till Malmö.
2015 gav hon ut barnskivan What If..., som belönades med en Grammis för "Årets barnskiva" 2016.
I New York var hon även medlem i The Citizens' Band, med aktivt medborgarengagemang och delaktighet i den demokratiska valkampanjen inför amerikanska presidentvalet 2008. Hon var bland annat aktiv som volontär i valkampanjen för Barack Obama och var med sin man även aktiv i proteströrelsen Occupy Wall Street. Efter återflytten till Sverige startade hon tillsammans med Gudrun Hauksdottir 2016 det liknande projektet Medborgarbandet i Malmö för att engagera inte minst unga väljare att delta i den demokratiska processen för vidare samhällsutveckling. Den 9 mars 2018 hade Medborgarbandet, med ett stort antal musiker, sångare och nycirkusartister från Sverige och utlandet, premiär på kabaréföreställningen Vinnaren tar allt på Malmö stadsteaters scen Hipp med fortsättning på Göteborgs stadsteater senare samma vår. Projektet dokumenteras i filmen Medborgarlandet för Sveriges Television.
Vid sidan av musiken har Nina Persson också ägnat sig en del åt kreativt keramiskt skapande och startade våren 2017 tillsammans med keramikern och filmaren Karolina Brobeck keramikstudion Marsipanfabriken i Malmö.

## Diskografi
Album
- 2014 – Animal Heart
- 2015 – What If...

Singlar
- 1996 – Desafinado (utgiven i Japan)
- 2000 – Theme From Randall & Hopkirk (Deceased) (med David Arnold)
- 2013 – Animal Heart
- 2014 – Dreaming of Houses
- 2018 – Ett nytt år tillsammans med Bröderna Lindgren[27]

Övrigt
- 2006 – Om Gud Vill / God Willing [Original Soundtrack] (Nathan Larson / Nina Persson)[28]

Se även diskografi för The Cardigans och A Camp.

## Priser och utmärkelser
- 1996 – Utsågs till "Årets smålänning 1996"[29]
- 2001 – "Årets bäst klädda kvinna år 2000" vid Ellegalan[30]
- 2002 – Grammis för Bästa textförfattare[31]
- 2002 – Grammis för Bästa kompositör (tillsammans med Niklas Frisk)[31]
- 2002 – Grammis för Bästa kvinnliga pop-/rockartist (A Camp)[31]
- 2002 – Grammis för Bästa album (A Camp)[31]
- 2012 – SKAP:s pris till Kai Gullmars minne [32]
- 2015 – Skåne Music Award[33]
- 2016 – Grammis för "Årets barnskiva": What If...
- 2020 – Malmö stads kulturpris[34]